# HD 188015
HD 118015 är en dubbelstjärna belägen i den norra delen av stjärnbilden Räven. Den har en kombinerad skenbar magnitud av ca 8,24 och kräver åtminstone en stark handkikare eller ett mindre teleskop för att kunna observeras. Baserat på parallax enligt Gaia Data Release 2 på ca 19,7 mas, beräknas den befinna sig på ett avstånd på ca 166 ljusår (ca 51 parsek) från solen. Den rör sig närmare solen med en heliocentrisk radialhastighet på ca –0,5 km/s.

## Egenskaper
Primärstjärnan HD 118015 A är en gul till vit underjättestjärna av spektralklass G5 IV och är en solliknande stjärna som har upphört med eller är på väg att avsluta den termonukleära fusionen av väte i dess kärna. Den har en massa som är ungefär lika med en solmassa, en radie som är ca 1,3 solradier och har ca 1,6 gånger solens utstrålning av energi från dess fotosfär vid en effektiv temperatur av ca 5 500 K.
HD 188015 är en dubbelstjärna där följeslagaren, HD 188015 B, är en mindre stjärna med en massa som är 0,210 solmassa.

## Planetsystem
Planeter är vanliga i omlopp kring denna typ av stjärnor, och den här stjärnan har också en känd exoplanet som kretsar kring den.
| Planet         | Massa           | Halv storaxel (AE) | Siderisk omloppstid (d) | Excentricitet | Inklination | Radie |
| -------------- | --------------- | ------------------ | ----------------------- | ------------- | ----------- | ----- |
| b              | ≥1,50 ± 0,13 MJ | 1,203 ± 0,070      | 461,2 ± 1,7             | 0,137 ± 0,026 | -           | -     |
| c (obekräftad) | ≥0,07 MJ        | 0,08               | 8,386                   | 0,23          | -           | -     |